# 扎西科街道
扎西科街道是中华人民共和国青海省玉树藏族自治州玉树市下辖的一个街道办事处。是玉树市区4个街道办之一，2014年3月撤销结古镇设扎西科街道 。

## 管辖范围
扎西科街道办事处东至三完小道路交叉口，西至甘达村，南至加吉娘，北至北山根。

## 行政区划
扎西科街道下辖4个社区：
扎西科社区、西同社区、果青村和甘达村。